# A30 (Italië)
De Autostrada 30 is een autosnelweg en tolweg in Italië, die de steden Caserta en Salerno met elkaar verbindt.
Deze weg is de ontsluitingsroute voor het gebied ten oosten van de Vesuvius. Deze weg is tevens een alternatief naar het zuiden om zo de drukte rond Napels te vermijden.
De weg begint 9 kilometer ten zuiden van Caserta bij de A1/E45 van Rome naar Napels om uiteindelijk ten oosten van de stad Salerno op de A2/E45 van Ficiano naar Reggio di Calabria uit te komen.